# 거북복
거북복은 복어목 거북복과의 물고기이다. 몸길이는 25cm 정도이고 체형은 4각형이다. 머리는 아주 작으며, 주둥이는 돌출하고 입은 아래쪽에 위치해 있다. 몸빛은 황갈색인데, 비늘마다 눈구멍 크기만한 점이 있고, 적갈색의 작은 점이 산재한다. 연안의 암초나 산호초 주위에서 서식하며, 한 마리 또는 2-3마리가 같이 다닌다. 거죽은 단단하며, 피부에서는 점액이 나오는데, 이 점액에는 독이 있으며, 가까이 있는 물고기를 죽일 정도로 독성이 강하다. 한국 남해, 일본 중부 이남의 연안, 타이완, 필리핀, 인도네시아 및 남아프리카 연안에 분포한다.